# Кованько, Константин Евгеньевич
Константин Евгеньевич Кованько (15 [27] апреля 1873, Санкт-Петербург — 21 октября 1918, Хельсинки) — русский военнослужащий, подполковник, дипломат, полномочный представитель России в Финляндской Республике (1918).

## Биография
Родился 15(27) апреля 1873 года в Санкт-Петербурге и происходил из дворян Полтавской губернии.
Окончил 1-й Московский кадетский корпус и 3-е Александровское военное училище по окончании которого в чине подпоручика определён в Ивангородскую крепостную артиллерию.
3 января 1899 года определён в Кронштадтскую крепостную артиллерию.
2 марта 1906 года переведён в Свеаборгскую крепостную артиллерию.
На 1 января 1909 года числился в чине капитана в 1-м и 2-м Свеаборгском крепостном артиллерийском батальоне.
На февраль 1916 года числился состоящим в Управлении начальника артиллерии Свеаборгской крепости.
9 апреля 1918 года назначен полномочным представителем России в Финляндской Республике, но не был признан финляндским правительством.
Скончался 21 октября 1918 года от сепсиса вызванного заболеванием почек и был похоронен на Хельсинкском православной кладбище.

## Чины
- подпоручик (ВП 4 августа 1892; старшинство 5 августа 1891)
- поручик (ВП 28 июля 1896)
- штабс-капитан (ВП 27 июля 1899)
- капитан (ВП 29 августа 1904)
- подполковник (ВП 8 октября 1913)

## Награды
- Орден Святого Владимира IV степени (20 февраля 1916, приказ Главнокомандующего Северного Фронта; ВП 14 января 1917)